# Cancer Research
Cancer Research è una rivista medica quindicinale sottoposta a revisione paritaria e pubblicata dalla Wiley-Blackwell per conto dell'American Association for Cancer Research. Fondata nel 1941, si occupa di tutti gli aspetti della ricerca sul cancro e delle scienze biomediche correlate. Il caporedattore è Chi Van Dang.
La rivista è stata fondata nel 1916 col nome di Journal of Cancer Research, è stata ribattezzata American Journal of Cancer nel 1931 e ha ottenuto il nome attuale nel 1941.

## Indicizzazione
Gli abstract e gli articoli della rivista sono indicizzati da:
- Biological Abstracts
- BIOSIS Previews[2]
- Chemical Abstracts[3]
- Current Contents/Life Sciences[2]
- Current Contents/Clinical Medicine[2]
- Index Medicus/MEDLINE/PubMed[4]
- Science Citation Index[2]
- Scopus[5]

Secondo il Journal Citation Reports, la rivista ha ricevuto un fattore di impatto per il 2023 pari a 12,5.